# Salix longistamina
Espèce
Salix longistamina, le Saule aux longues étamines, est une espèce de plantes à fleurs de la famille des Salicaceae. C'est un saule originaire d'Asie.

## Synonymie
- Salix longistamina 'glabra'[2],[3].

## Description
Salix longistamina est un arbre de petite taille se rencontrant au Tibet.
Ses branches sont brun jaunâtre ou rouge sombre, de pileuses à glabres quand elles sont jeunes. Les bourgeons vont du jaune brunâtre au brun, ils sont ovoïdes. Le pétiole est court, les feuilles sont longues, elliptiques à elliptique lancéolé, de  3.5 à 5.5 × 1-2.3 cm, abaxialement pileuses, adaxialement subglabres ou pileuses, les deux faces sont soyeuses quand elles sont jeunes, la marge est soit dentée soit entière, leur apex aigu ou pointu. Les chatons mâles mesurent 2-3 × ca. 1.5 cm. Le pédoncule va de 3 à 7 mm, avec 2 ou 3 folioles ; les  bractées sont sombres et pourpre brunâtre.
La floraison intervient en avril-mai et la fructification est mature en mai-juin.
A. K. Skvortsov pense que cette espèce devrait être répertoriée dans la section Helix à cause de sa grande ressemblance avec Salix tenuijulis.

## Répartition et habitat
L'espèce se plait au bord des cours d'eau, sur les versants de montagnes ou dans les zones cultivées, jusqu'à 3 800 m d'altitude, dans la région autonome du Tibet.